# 鷲尾修斗
鷲尾 修斗（わしお しゅうと、1987年12月27日 - ）は、日本の俳優・タレントである。トキエンタテインメント所属。

## 人物
東京都出身。スタービートエンターテイメントLLC所属のときは、同社主催の劇団GEKIIKEのメンバーだった。メンバーカラーは赤。身長180cm、靴のサイズは26.5cm。特技はサッカー、リフティング、家を建てる、クレーンゲーム。趣味は漫画を読むこと、フィギュア集め、アニメ鑑賞、ゲーム、ポケモンカード 。座右の銘はTake It Easy。俳優になる前は、土木関係の職人をしていた。好きな飲み物は、カルピス。好きな食べ物は、具無しの焼きそば。必需品は、リップクリーム。大のドラゴンボール好きで自身の配信やイベントなどで度々話題にしている。
2013年より、ミュージカル『忍たま乱太郎』に中在家長次 役として出演。同年から2014年の間、小説『少年ハリウッド』から派生したユニットZEN THE HOLLYWOODの一員としても活動した。

## 出演
太字は主演、もしくはメインキャラクター。

### 舞台
- OASIS（2010年12月7日 - 12日、シアターグリーンBIGTREETHEATER）
- テガミ（2011年1月6日 - 13日、萬劇場）- 千導 役
- 大江戸に降る雪（2011年2月、シアターグリーンBIGTREETHEATER）
- 男・運（2011年3月10日 - 13日、シアターグリーンBox in Box）- 久島 役
- GEKIIKE本公演
  - GEKIIKE本公演第3回『君に降りそそぐ、天上の花』（2012年9月21日 - 30日、劇場HOPE）- 佐倉実 役[5]
  - GEKIIKE本公演第4回『空翔ける雷鳴の夜に』（2013年11月、劇場Vatios）- 桜井拓海 役[5]
  - GEKIIKE本公演第5回『宵闇に咲く雨』（2014年10月3日 - 14日、シアター風姿花伝）- 惣五郎 役[5]
  - GEKIIKE本公演第6回『空翔ける雷鳴の夜に』-再演-（2015年4月4日 - 5日、薫的会館 / 4月10日 - 20日、シアター風姿花伝）- 桜井拓海 役[5]
  - GEKIIKE本公演第7回『月下燦然ノ星-帝都奇譚-』（2015年10月15日 - 26日、シアターグリーンBox in Box）- 一条昇 役[6]
  - GEKIIKE本公演第8回『あまつきつねの鬼灯』（2016年11月17日 - 28日、シアターグリーンBox in Box）- 主演・狐子路 役[7]
  - GEKIIKE本公演第9回『漆黒の戰花』（2018年1月17日-28日、新宿村LIVE）- 主演・御影千明 役[8]
  - GEKIIKE本公演第10回『光芒のマスカレード-月光仮面異聞-』（2019年7月26日 - 8月12日、新宿村LIVE）- 主演・月光仮面/桐生社 役[9][10][11]
  - GEKIIKE本公演第11回『HIT LIST』（2020年8月26日 - 30日、全労済ホール スペース・ゼロ / 9月4日 - 6日、ABC Hall/9月11日 - 13日、北九州芸術劇場中劇場）-  主演・稲国響 役[12]
- ミュージカル『忍たま乱太郎』- 中在家長次 役
  - ミュージカル『忍たま乱太郎』第四弾 〜最恐計画を暴き出せ!!〜（2013年1月9日 - 20日、サンシャイン劇場）
  - ミュージカル『忍たま乱太郎』第四弾 〜最恐計画を暴き出せ!!〜 再演（2013年6月21日 - 7月7日、シアターGロッソ）
  - ミュージカル『忍たま乱太郎』第五弾 〜新たなる敵!〜（2014年1月8日 - 1月24日、サンシャイン劇場）
  - ミュージカル『忍たま乱太郎』第五弾 〜新たなる敵!〜 再演（2014年6月20日 - 7月6日、シアターGロッソ）
- おねがい鋼鉄ビンタvol.7『時空堂』（2013年4月10日 - 14日、劇場MOMO）- 石井克典 役
- ポセイドンの孫とYシャツと私（2013年4月23日 - 28日、劇場HOPE）- 桐原譲 役
- 第14帝國『元帥と七人の侍』（2013年7月13日 - 14日、SPACE107）- 鷲尾修斗少佐 役
- おねがい鋼鉄『コップの中の嵐』（2013年9月、新宿シアターブラッツ）- 荒井大介 役
- 舞台『CLOCK ZERO 〜終焉の一秒〜』- 楓 役
  - 舞台『CLOCK ZERO 〜終焉の一秒〜』A live Moment（2013年9月27日 - 10月6日、全労済ホール／スペース・ゼロ）[13]
  - 舞台『CLOCK ZERO 〜終焉の一秒〜』A live Moment 再演（2014年3月12日 - 17日、星陵会館ホール）[14]
  - 舞台『CLOCK ZERO 〜終焉の一秒〜』リンゲージ（2014年11月22日 - 30日、博品館劇場）[15]
  - 舞台『CLOCK ZERO 〜終焉の一秒〜』Re-verse-mind（2015年7月25日 - 8月2日、シアターサンモール）[16]
  - 舞台『CLOCK ZERO 〜終焉の一秒〜』Watch Over（2016年3月16日 - 22日、星陵会館ホール）[17]
- バカとロミオとジュリエット（再）!（2013年10月、シアターサンモール）- 劇団員 役
- ニューシネマパラダイちゅ（2013年11月、高田馬場ラビネスト）- 日替わりゲスト
- GEKIIKE×シザーブリッツ コラボ公演 舞台『ポセイドンの孫とYシャツと私』（2014年3月26日 - 31日、サンモールスタジオ）- 主演・潮崎海人 役
- 舞台『STORM LOVER 〜波打ち際の王子SUMMER〜』- 御子柴恭介 役
  - 舞台『STORM LOVER 〜波打ち際の王子SUMMER〜』（2014年5月3日 - 11日、俳優座劇場）[18]
  - 舞台『STORM LOVER 〜波打ち際の王子SUMMER!〜 改!!』（2015年5月23日 - 31日、CBGKシブゲキ）[19]
- 演劇集団イヌッコロ『天爛のパティシエ』（2014年7月 - 8月、劇場MOMO）- 主演・皆川優呉 役
- 炎男〜ファイヤーガイズ〜公演vol.2『PRIDE』（2014年8月、エアースタジオ）- 大石 役
- 『華ヤカ哉、我ガ一族 オペラカレイド 狂宴』（2014年12月12日 - 21日、星陵会館ホール）- 御杜守 役
- Asterism
  - Asterism vol,01『アルビノ』（2015年1月21日 - 25日、シアター風姿花伝）- 逢見信一 役[20]
  - Asterism vol,02『Judgment Day』（2016年4月8日 - 11日、シアター風姿花伝）- 逢見信一 役[21]
  - Asterism vol,03『NoLimit』（2016年7月8日 - 13日、TACC1179）- 瑛輔 役[22]
  - Asterism vol,04『The Last Song』（2017年5月22日、シアターグリーンBox in Box）- 逢見信一 役 ※声の出演[23]
  - Asterism vol,05『NoLimit-Replays』（2017年11月2日 - 13日、シアターグリーンBigTreeTheater）- 瑛輔 役[24]
  - Asterism vol,06『DOUBT』（2020年2月26日 - 3月2日、TACCS1179）- リツカ 役[25]
- LIVEDOGプロデュース 『ユメオイビトの航海日誌』（2015年2月11日 - 15日、シアターサンモール）- シャモ 役[26]
- MEIDO IN HEAVEN（2015年9月8日 - 14日、劇場MOMO）- 西九条直樹 役
- 2.5次元ダンスライブ『ツキウタ。』ステージ - 葉月陽 役
  - 2.5次元ダンスライブ『ツキウタ。』ステージ Ver.WHITE（2016年4月23日 - 5月1日、星陵会館ホール）[27]
  - 2.5次元ダンスライブ『ツキウタ。』ステージ 第2幕『月歌奇譚〜夢見草〜』（2016年9月27日 - 10月31日、六本木ブルーシアター）[28]
  - ツキプロ祭・冬の陣  2.5次元ダンスライブ ツキステ。『LUNATIC LIVE』（2016年12月4日、パシフィコ横浜 国立大ホール）[29]
  - 2.5次元ダンスライブ『ツキウタ。』ステージ TRI！『SCHOOL REVOLUTION!』 Ver.WHITE（2017年3月17日 - 26日、博品館劇場）[30]
  - 2.5次元ダンスライブ『ツキウタ。』ステージ 第4幕『Lunatic Party』（2017年10月11日 - 15日、六本木ブルーシアター）[31]
  - 『LUNATIC LIVE 2017 in SHANGHAI』（2017年10月21日 - 22日、MODERN SKY LAB）[32]
  - 2.5次元ダンスライブ『ツキウタ。』ステージ 第5幕『Rabbits Kingdom』（2017年11月30日 - 12月3日、サンケイホールブリーゼ/12月7日 - 22日、AiiA 2.5 Theater Tokyo）[33]
  - 『TSUKISTA. Memorial Tour 2018』（2018年2月13日 - 14日 EX THEATER ROPPONGI / 2月16日 - 18日 日テレらんらんホール / 2月24日 - 25日 信義劇場Legacy Max / 3月2日 - 3日 オリックス劇場 / 3月4日 豊田市民文化会館大ホール / 3月10日 - 11日 仙台GIGS）[34]
  - 2.5次元ダンスライブ『ツキウタ。』ステージ 第6幕『紅縁』（2018年10月18日 - 11月4日、品川ステラボール）[35]
  - 2.5次元ダンスライブ『ツキウタ。』ステージ 第7幕『CYBER-DIVE-CONNECTION』（2018年12月5日 - 9日、ヒューリックホール東京 / 12月13日 - 16日、メルパルクホール）[36]
  - 『ツキステ。』＆『スケステ』合同ダンスライブ『LUNATIC LIVE 2018』（2018年12月26日 - 27日、大宮ソニックシティ大ホール）[37]
  - 2.5次元ダンスライブ『ツキウタ。』ステージ  第8幕『TSUKINO EMPIRE-Unleash your mind』（2019年3月27日 - 3月31日、舞浜アンフィシアター）[38]
  - 『LUNATIC LIVE 2021』（2021年9月4日 - 5日、東京ガーデンシアター） [新型コロナウイルスの影響により全公演中止][39]
  - 2.5次元ダンスライブ『ツキウタ。』ステージ 第11幕『月花神楽～黒と白の物語～』（2021年9月30日 - 10月11日、ヒューリックホール東京）[40]
  - 2.5次元ダンスライブ『ツキウタ。』ステージ 第12幕『裏斬心 -Children are sometimes ruthless and cruel.-』（2022年3月25日 - 4月3日、日本青年館ホール）[41]
  - 2.5次元ダンスライブ『ツキウタ。』ステージ 第13幕『月野百鬼夜行綺譚 依依恋恋』（2022年11月25日 - 12月4日、ヒューリックホール東京）[42]
  - 2.5次元ダンスライブ『ツキウタ。』ステージ Girl’s Side MEGASTA. Episode2『Goodbye my dear Frenemy.』（2022年12月17日 - 12月25日、新宿村LIVE）※20日のみ出演[43]
  - 2.5次元ダンスライブ『ツキウタ。』ステージ 第14幕『Rabbits Kingdom Resurrection』（2023年11月17日 - 26日、ヒューリックホール東京）[44]
  - 『LUNATIC FES 2025 ～NOBLE FLOWERS～』（2025年3月26日 - 30日、日本青年館ホール）[45]
  - 2.5次元ダンスライブ『ツキウタ。』ステージ 第15幕『SCHOOL REVOLUTION 月野学園物語 -百年アオハル-』（2025年10月中旬頃予定、日本青年館ホール）[46]
- THE STAGE 『カーニバル〜始まりの輪舞曲〜』（2016年5月20日 - 29日、あうるすぽっと）- 與儀 役[47]
- キャンプファイヤー（2016年8月3日 - 11日、シアターグリーンBox in Box）- 土田公平 役
- 舞台『Novel War〜悲劇と喜劇のJunction〜』（2016年9月27日 - 10月2日、日暮里d-倉庫）- 主演・蓮城恭一郎 役[48]
- 舞台『47男子』（2017年1月12日 - 15日、座・高円寺2）- 主演・東京神 役
- 薄桜鬼SSL〜sweet school life〜 THE STAGE ROUTE 斎藤一（2017年4月21日 - 30日、シアターサンモール）- 山南敬助 役[49]
- Askプロデュースvol.18 『幻想奇譚 白蛇伝』（2017年5月25日 - 30日、紀伊国屋サザンシアター）- 斑 役
- 舞台『BRAVE10』- 筧十蔵 役
  - 舞台『BRAVE10』（2017年6月28日 - 7月2日、全労済ホール スペース・ゼロ） [50]
  - 舞台『BRAVE10～燭～』（2018年7月26日 - 29日、なかのZERO 大ホール）[51]
- 超体感ステージ 『キャプテン翼』（2017年8月18日 - 9月3日、六本木ブルーシアター）- 三杉淳 役[52]
- 舞台『死にかけ男が転生目指して芸能界で頑張ります！～しにてん～』（2017年9月13日 - 15日、全電通労働会館）[53]
- ミュージカル『Code:Realize』（2018年5月17日 - 20日、シアター1010 / 5月26日 - 27日（日）、森ノ宮ピロティホール）- インピー・バービケーン 役[54][55]
- 『BOYS☆TALK』- ゆうと 役
  - 『BOYS☆TALK』第3弾（2018年6月7日 - 17日、CBGKシブゲキ!!）[56]
  - 『BOYS☆TALK』第4弾（2019年6月5日 - 9日、全労済ホール スペース・ゼロ）※7日のみ出演 [日替わりゲスト][57]
- 朗読劇『学園デスパネル』（2018年8月22日・23日、横浜市鶴見区民文化センター サルビアホール / 9月8日・9日、万松寺白龍ホール）※横浜公演のみ
- 舞台『ポセイドンの孫とYシャツと私』（2018年8月23日 - 9月2日、上野ストアハウス）※24日・25日・26日のみ出演 [日替わりゲスト][58]
- SOLID STAR プロデュースvol.15『明るいお葬式〜るんるんは2度死ぬ〜』（2018年9月12日 - 17日、俳優座劇場）- 豆成 役[59]
- 『忍び、恋うつつ』- 穴山大介 役
  - 舞台『忍び、恋うつつ』（2019年1月18日 - 27日、新宿村LIVE）[60]
  - メロメロ活劇『忍び、恋うつつ ～猿飛咲助ノ巻～』（2023年7月13日 - 18日、ザ・ポケット）[61]
- 舞台『レイルウェイ』- 主演・音無歌五郎 役
  - 舞台『レイルウェイ』（2019年2月22日 - 3月2日、全労済ホール スペース・ゼロ） [62][63]
  - 舞台『レイルウェイ』～Take OFF～（2020年6月20日 - 28日、草月ホール）[新型コロナウイルスの影響により全公演中止][64]
- 舞台『Collar×Malice -岡崎契編-』（2019年5月2日 - 12日、シアターサンモール / 5月17日 - 19日、松下IMPホール）- 榎本峰雄 役[65][66]
- SEPT
  - 『FATALISM ≠ Another story』Presented by SEPT（2019年6月19日 - 23日、博品館劇場）- 蓮 役[67]
  - SEPT Vol.10 『ReAnimation ReUnion｜ReVise』（2021年5月21日 - 30日、こくみん共済 coop ホール/スペース・ゼロ）- 那桐晃鳴 役[68]
  - SEPT presents『SANZ:0』（2025年5月1日 - 6日、こくみん共済 coop ホール/スペース・ゼロ）- ミロク 役
- シザーブリッツ・オーセンティックステージ 舞台『キャッシュ・オン・デリバリー』（2019年10月10日 - 14日、品川プリンスホテル クラブeX）- ミスター・ジェンキンズ 役[69]
- 朗読劇『寄席から始まる恋噺』（2019年10月31日 - 11月3日、三越劇場）- 斉藤宗人  役 ※11月2日のみ出演（Cチーム）[70]
- 舞台『BIRTHDAY』（2019年11月27日 - 12月1日、全労済ホール スペース・ゼロ）- サン 役[71]
- 生演奏ミュージカル『信長の野望-炎舞-』再演（2020年1月18日 - 22日、IMAホール）- 明智光秀 役
- ミュージカル『チェーザレ 破壊の創造者』（2020年4月13日 - 5月11日、明治座）- アンリ 役（スクアドラ ヴェルデ / Wキャスト）[新型コロナウイルスの影響により全公演中止]
- 舞台『しょうぐん 天晴れェド！～喝采～』（2020年5月13日 - 17日、ニューピアホール）- 十一代 家斉 役 [新型コロナウイルスの影響により全公演中止]
- 舞台『剣が君-残桜の舞-』（2020年7月8日 - 12日、シアター1010）- 松平辰影 役[72]
- 『THE INSTANT』（2020年10月24日・25日、31日・11月1日、配信 ~ PIA LIVE STREAM）※10月31日・11月1日のみ出演[73]
- 舞台『SERVAMP-サーヴァンプ-』（2020年11月27日 - 12月6日、シアター1010）- ベルキア 役[74]
- 朗読劇『Candle Story』（2020年12月14日 - 20日、配信 ~ OPENREC.tv）- 圭冴 役 ※18日・19日・20日のみ出演[75]
- 『THE SHOW TIME』（2021年3月15日 - 21日、配信 ~ OPENREC.tv）[76]
- 音楽劇『黒と白 -purgatorium- amoroso』（2021年6月30日 - 7月4日、シアターGロッソ）- 矜持・カマエル 役[77]
- 東京印 vol.21「『げんせんじゃ～！』～宝や旅館～2021」（2021年8月11日 - 15日、CBGKシブゲキ!!）- 霧島真之介 (レッド) 役[78]
- リーディングドラマ『幽霊ハウス』
  - リーディングドラマ『幽霊ハウス』～あなたは死んでも彼女を守れますか？～（2021年9月11日 - 12日、ヒューリックホール東京）- 小松直樹 役[79]
  - リーディングドラマ『幽霊ハウス』～あなたは死んでも彼女を守れますか？～ そして、 ～あなたの声は本当に届いていますか？～（2022年4月6日 - 10日、新宿村LIVE）[80]
- LIVE STAGE『スケートリーディング☆スターズ』（2021年10月22日 - 31日、品川プリンスホテル ステラボール）- 氷室泰冴 役[81]
- ILLUMINUS×LIPS✳︎S 舞台『水月鏡花 −竜馬夢双−』（2021年12月8日 - 12日、六行会ホール）- 主演・坂本⻯⾺ 役[82]
- 舞台『マウストラップ～ねずみとり～』「一人暮らし編」「同棲編」（2022年1月12日 - 23日、俳優座劇場）- パラビチーニ氏 役[83][84]
- ミュージカル『ピオフィオーレの晩鐘』（2022年5月5日 - 15日、サンシャイン劇場）- ディレットーレ 役[85]
- 音楽劇『Zip & Candy』（2022年6月9日 - 14日、かめありリリオホール）- カンバック 役[86]
- E-Stage Topia
  - E-Stage Topiaプロデュース 劇団エムキチビート15周年記念『追想・地獄変』（2022年7月16日 - 24日、すみだパークシアター倉）[87]
  - ALPHA Entertainment × E-Stage Topia オドレシリーズvol.3『ヨツバリベンジ』（2023年3月28日 - 31日、渋谷区文化総合センター大和田 伝承ホール）- 沖田葉一 役[88]
  - E-Stage Topiaプロデュース 音楽朗読劇『パレード』（2023年8月23日 - 27日、こくみん共済 coop ホール／スペース・ゼロ / 9月15日 - 17日、一心寺シアター倶楽）- カシーム 役 ※東京: 23日・24日のみ出演 / 大阪: 16日・17日のみ出演
- 舞台『文豪とアルケミスト 嘆キ人ノ廻旋』（2022年9月2日 - 11日、品川プリンスホテル ステラボール / 9月17日 - 19日、森ノ宮ピロティホール）- エドガー・アラン・ポー 役[89]
- 宮下貴浩×私オム プロデュース第5回公演 舞台『極端な人たち』（2022年10月26日 - 11月3日、DDD AOYAMA CROSS THEATER）- パイ 役[90]
- 饗宴『茜さすセカイでキミと詠う～縁～』（2022年12月16日 - 19日、飛行船シアター）- 桂小五郎 役[91]
- 『なめ猫 on STAGE』
  - 『なめ猫 on STAGE』（2023年2月22日 - 3月1日、新宿FACE）
  - 『なめ猫ロックショー!』（2024年5月16日 - 24日、浅草花劇場）[92]
- 劇団TEAM-ODAC第41回『猫と犬と約束の燈〜2023編〜』（2023年4月12日 - 16日、こくみん共済 coop ホール／スペース・ゼロ）- さざ波 役[93]
- ステージ『エロイカより愛をこめて』- 部下A 役
  - ステージ『エロイカより愛をこめて』（2023年5月11日 - 14日、さくらホール）[94]
  - ステージ『エロイカより愛をこめて』Revival+（2024年7月26日 - 29日、紀伊國屋ホール）[95]
- 舞台『ボクノロワイヤル～髪の毛同士の戦闘絵巻～』（2023年6月7日 - 12日、CBGKシブゲキ）- テッペン 役[96]
- こくみん共済 coop ホール／スペース・ゼロ 提携公演 進戯団 夢命クラシックス×07th Expansion
  - こくみん共済 coop ホール／スペース・ゼロ 提携公演 進戯団 夢命クラシックス×07th Expansion vol.8『うみねこのなく頃に〜Stage of the golden Witch〜Episode2』（2023年9月7日 - 10日、こくみん共済 coop ホール／スペース・ゼロ）- 右代宮譲治 役
  - こくみん共済 coop ホール／スペース・ゼロ 提携公演 進戯団 夢命クラシックス×07th Expansion vol.10『うみねこのなく頃に〜Stage of the golden Witch〜Episode4』-UNtrueth-／-End me.-（2024年9月6日 - 9日、こくみん共済 coop ホール／スペース・ゼロ）- 天草十三 役[97]
- ハンサム落語2023（2023年10月4日 - 9日、CBGKシブゲキ / 10月13日 - 15日、シアター朝日）[98]
- 劇団CATMINT秋葉友佑10周年公演『Diary』（2023年12月14日 - 17日、中野HOPE）
- ［Soft Boiled Theater-14］クリエイティブユニット【ソフトボイルド】Theater-14『夜明』（2024年2月29日 - 3月3日、シアターグリーン BIG TREE THEATER）- 大久保利通 役
- 異形の血を継ぐ者『散れ桜よ、刻天ノ証ニ 2024』（2024年6月19日 - 24日、俳優座劇場）- 狐猿 役[99]
- 音楽朗読劇『千夜星霜〜商人アンヘルトの宴は砂に歌う〜』（2024年8月21日 - 25日、あうるすぽっと）- カシーム 役[100]
- あなた方は閉じ込められました。（2024年10月25日 - 27日、アニメイトシアター）- 管理人 役[101]
- Route Theater Vol.2『Diary』（2024年12月18日 - 22日、Route Theater）- タツヤ 役 (代役) ※18日・19日のみ出演
- 舞台『the Selected World』（2025年3月5日 - 9日、萬劇場）- ジャッジメント 役
- BIZ slapstick comedy #001【リスケ！】（2025年6月4日 - 8日、六行会ホール）[102]
- 舞台『キューピット・パラサイト The Stage』（2025年7月24日 - 28日、ラゾーナ川崎プラザソル）- 日替わりゲスト ※26日のみ出演

### 映画
- 月下燦然ノ星 THE MOVIE（2016年10月1日公開、PLUS VOX）- 一条昇 役
- あまつきつねの鬼灯（2018年公開）- 狐子路 役
- 維新烈風 天狗判官（2018年2月24日公開、公野研究室）- 土方歳三 役
- イマジネーションゲーム（2018年7月28日公開、プレシディオ）- 鈴木雅也 役
- さそりとかゑる（2019年12月20日公開、ユナイテッドエンタテインメント）- 鴨川三郎 役
- ボクらの島冒日記（2022年8月14日公開）

### テレビ
- ツキプロch.（TOKYO MX）
- ツキステ。TV（2017年4月5日 - 5月10日、TOKYO MX、#5）
- ツキステ。TVシーズン2（2018年11月21日 - 12月26日、TOKYO MX、#5）
- プロステTV（2022年1月5日 - 3月16日、TOKYO MX・BS日テレ、#1 & #10 - #11）

### ドラマ
- East End CARNIVAL 浅草花やしき探偵物語〜prologue〜（2019年6月10日）- 蒼 役
- 聖徳太⼦のレストラン（2022年7月29日 - 9月30日、CBCテレビ）- 倉持慶一郎 役[103]

### イベント・コンサート
- Happy New Year 林明寛 初単独イベント ついに始動! in Puroland（2013年1月27日）
- 〜イケメン☆ビーチ男笑い2013夏〜（2013年7月30日、SEACRET BOX BY OTODAMA）
- 男笑2014 at HARAJUKU（2014年2月2日、原宿クエストホール）
- 「CLOCK ZERO〜終焉の一秒〜A live Moment 再演」DVD発売記念プレミアム上映会（2014年9月13日、シネマアート六本木）
- GEKIIKE 1st Single 「Awake」発売記念イベント（2014年12月6日、I LOVE TOKYO）
- Shuto Washio BirthDay EVENT（2015年12月27日、秋葉原BANKINYA）
- 2.5次元ダンスライブ「ツキウタ。」ステージ  【ツキステ。サマーライブ2016】（2016年8月27日・28日、シネマサンシャイン池袋）
- ツキステ。Blu-ray Disc 発売記念イベント BACK STAGE PARTY（2016年9月19日、銀座ブロッサム中央会館）
- アニメイトガールズフェスティバル2016（2016年11月5日）
- GEKIIKE クリスマスライブ（2016年12月24日・25日、LEFKADA）
- 鷲尾修斗バースデーイベント2016（2016年12月27日）
- わしはら公開生放送イベント（2016年12月27日）
- ツキステ。夢見草リリースイベント「BACKSTAGEPARTY」（2017年1月22日） - シークレットゲスト
- 2.5次元ダンスライブ「ツキステ。」トークショー＆サイン会in台北国際動漫節（2017年2月4日・5日、台北世貿南港展覧館）
- De-LIGHT2020 年新春イベント 〜春は春でも桜が吹いてしまいました〜（2021年4月24日・25日、音部屋スクエア）[104]
- 校條拳太朗BirthdayEvent拳祭2021（2021年11月13日、ニコニコ生放送）※ゲスト出演[105]
- 鷲尾修斗34thバースデーイベント（2021年12月27日）[106]
- 『ムービックステージオンリーショップ2022』オンライントークイベント（2022年7月30日）[107]
- 鷲尾修斗ファンイベント（2022年9月23日、グレースバリ新宿）
- 小林涼 32th Birthdayイベント（2022年9月24日、グレースバリ新宿本店）※ゲスト出演[108]
- 輝山立バースデーイベント『祝30歳～生誕祭だよ全員集合(仮)～』（2022年9月25日、音部屋スクエア）※ゲスト出演
- ちょいミー リアルイベント『ガチャトーーク』（2022年10月4日 - 9日、新宿FACE）※9日のみ出演
- ミュージカル『忍たま乱太郎』第12弾 〜まさかの共闘！？大作戦！！〜 再演 アフタートーク（2022年10月20日、シアターGロッソ）
- 竹中凌平バースデーイベント 2022（2022年11月13日、雷5656会館 ときわホール）※ゲスト出演[109]
- ツキプロチャンネル48時間生配信2022（2022年11月5日・6日、YouTube・ニコニコ生放送）[110]
- 『聖徳太⼦のレストラン』ドラマ完⾛イベント 〜聖徳太⼦のクリスマスパーティー〜（2022年12月24日、 Theater Mixa）
- 鷲尾修斗35th Birthdayイベント（2022年12月27日、 YMCAアジア青少年センタースペースYホール）
- こばなか祭り〜こばなか即興朗読劇〜（2023年1月14日、地下スペースYホール）
- 『Kʼs Party 2nd』 ~あわてんぼうの Happy White Day!!~（2023年3月4日、歌舞伎町 Sparkle）※ゲスト
- 鷲尾修斗 ファンイベントvol.2（2023年4月23日、歌舞伎町Sparkle）
- プロステＴＶ『アニメイト出張編』（2023年5月21日、animate hall BLACK）[111]
- トキエンタテインメント SUPER EVENT ～Thanks and Evolution～（2023年5月28日、シアター1010）
- 三橋かおる 23th BirthdayEvent（2023年8月6日、ばぐちか）※ゲスト
- 上野由日路 × トキエンタテインメント 写真展 ミニトークショー（2023年8月9日 - 13日、新宿マルイ本館 8階）※11日のみ
- 鷲尾修斗ファンイベントvol.3（2023年8月13日、歌舞伎町Sparkle）
- 2.5次元ダンスライブ「ツキウタ。」ステージ第13幕『月野百鬼夜行綺譚 依依恋恋』BACKSTAGE PARTY IN animate（2023年8月19日、アニメイト池袋本店）
- 輝山立 31th BIRTHDAY EVENT 2023 〜アイス祭りだよ 〜（2023年9月3日、M Smile BOX SHIBUYA）
- 鷲尾修斗ファンイベントvol.4（2023年10月28日、アトリエファンファーレ東池袋）
- ツキプロチャンネル48時間マジカルTV（2023年11月3日・4日、YouTube・ニコニコ生放送）※4日のみ出演[112]
- XMAS THEATER GAMES 谷佳樹チーム VS 鷲尾修斗チーム（2023年12月1日、浅草花劇場）
- 鷲尾修斗バースデーイベント2023（2023年12月23日、アトリエファンファーレ東池袋）
- 大忘年会!タツトーーク！ ～Part.4～（2023年12月29日、池袋AK）
- 『天竺生地 vol.7』（2024年1月13日 - 14日、バルスタジオ）※13日のみ出演
- acoFES プレゼンツ『俳優×芸人どうなりますか！？vol.11』（2024年2月10日、MUSEモード音楽院本館）
- 『鷲尾修斗のおしゃべり一本勝負』
  - 第1回『鷲尾修斗のおしゃべり一本勝負』（2024年2月12日、歌舞伎町Sparkle）
  - 第2回『鷲尾修斗のおしゃべり一本勝負』（2024年4月21日、歌舞伎町Sparkle）
  - 第3回『鷲尾修斗のおしゃべり一本勝負』（2024年6月29日、歌舞伎町Sparkle）
  - 『Fillイベ！vol.5 ―鷲尾修斗のおしゃべり1本勝負！コラボSP〜夏祭り〜2Days―』（2024年8月10日・11日、ZEAL THEATER TOKYO）
  - 第4回『鷲尾修斗のおしゃべり一本勝負』（2024年10月12日、下北沢ヴォイスファクトリー）
  - Fillイベ！Vol.6 〜鷲尾修斗のおしゃべり一本勝負コラボ企画第二弾クリスマス直前SP〜（2024年12月14日、赤坂πTOKYO）
  - 第5回『鷲尾修斗のおしゃべり一本勝負』（2025年2月8日、ルートシアター）
  - 第6回『鷲尾修斗のおしゃべり一本勝負』（2025年4月13日、ルートシアター）
- メロメロ活劇『忍び、恋うつつ ～猿飛咲助ノ巻～』 Blu-ray上映イベント（2024年2月17日、小劇場てあとるらぽう）
- GAME×ACTOR ゲーム&トークファンミーティングイベント（2024年2月23日、バンケットハウス / 2月24日、ダイニングバー 麦ノ音）
- 『ソフボ祭Vol.16』夜明 〜 アフタートークショーイベント（2024年3月10日、恵比寿ガーデンプレイス13F）
- 鷲尾修斗 日帰りFANTOUR 『そうだ！山梨へ行こう！』（2024年3月30日）
- 秋葉友佑バースデーイベント『はぴば！！！(32)』（2024年4月6日、音部屋スクエア）※ゲスト出演
- シアターゲームリーグ Vol.7（2024年4月27日-28日、雷5656会館ときわホール）- MC ※28日のみ出演
- GAME×ACTOR ゲーム&トークファンミーティングイベント（2024年8月4日、ダイニングバー 麦ノ音）※ゲスト
- 『第2回むげん会×小林涼バースディ』（2024年9月14日、浅草雷5656会館）※ゲスト
- 輝山立32nd BIRTHDAY EVENT 2023～３・２・１ スタート！～（2024年9月15日、音部屋スクエア）※ゲスト
- ノゾカラ（2024年9月23日、R'sアートコート）
- 竹中凌平バースデーイベント2024（2024年9月28日、玉川せせらぎホール）※ゲスト
- 澤邊寧央 Birthday Event 2024（2024年11月3日、DDD青山クロスシアター）※ゲスト
- ANINIGHT Launch Party powered by movic（2024年11月8日、animate Theater）
- ツキプロ チャンネル side2.5ステージ（2024年11月10日、中池袋公園）
- 秋葉友佑ファンイベント『Talk YU Live』（2024年11月17日、SOOO dramatic!）
- GAME×ACTOR ゲーム&トークファンミーティングイベント（2024年12月21日、ダイニングバー 麦ノ音）※ゲスト
- 続いていく物語 ～ずっと変わらない僕らの絆～（2024年12月26日、浜離宮朝日ホール 小ホール）
- 鷲尾修斗バースデーイベント2024（2024年12月29日、ルートシアター）
- だめおたちの夜（2025年3月16日、コムカフェ音倉）※ゲスト
- 中山優貴 34th BirthDay Event（2025年4月12日、MsmileBOX渋谷）※ゲスト

### その他
- 『少年ハリウッド』候補生 春チーム[113]（2013年）
- 『わしはら』（2015年4月28日 - 2018年9月25日 、毎週火曜日（2週間に1回の火曜日更新）22時～23時、ニコニコ生放送）
- 修斗の『こういうトークどうですか？』（2018年3月 - 、LINELIVE公式チャンネル）
- わしはら『火曜の夜は笑わNight!!』（2018年10月17日 - 、第二・第四火曜日22時~23時、LINELIVE公式チャンネル）
- キャストサイズチャンネル『GAKUなしBrother's』（2019年12月26日 - 、ニコニコ生放送）
- 鷲尾修斗の『スイッチオン』（2023年3月19日 - 、ニコニコ生放送）
- 高崎翔太の『トキエンタRADIO』第1回（2023年3月19日、ニコニコ生放送）※ゲスト出演
- 飛び出せ！🎀エイプリル（2023年4月1日、YouTube）[114]
- ABEMA 競輪・オートレースチャンネル『WINTICKET ミッドナイト競輪』（2023年7月29日・8月26日 、AbemaTV）
- ROUND1×TOKI ENTERTAINMENT オンラインイベント（2024年3月17日）

## CD

### GEKIIKE
- GEKIIKE 1stSingle『Awake』（2014年12月6日）
- GEKIIKE 2ndSingle『てんてる☆リング』（2015年5月8日）

### GEKIIKE本公演 シリーズ関連
- GEKIIKE本公演第7回『月下燦然ノ星-帝都綺譚-』劇中楽曲集（2015年10月15日）
- GEKIIKE本公演第8回『あまつきつねの鬼灯』劇中楽曲集（2016年11月17日）
- GEKIIKE本公演第9回『漆黒ノ戰花』オリジナルサウンドトラック（2018年1月17日）
- GEKIIKE本公演第10回『光芒のマスカレード-月光仮面異聞-』オリジナルサウンドトラック（2019年7月26日）
- GEKIIKE本公演第11回『HIT LIST』オリジナル・フルアルバム（2020年8月26日）

### SEPT シリーズ関連
- 『FATALISM ≠ Another story』オリジナルサウンドトラック（2019年6月19日）
- SEPT Vol.10『ReAnimation』オリジナルサウンドトラック（2021年5月21）

### ミュージカル「忍たま乱太郎」シリーズ関連
| 発売日  | 商品名                                                      | キャスト | 歌                       |
| 2013年  | 2013年                                                      | 2013年 | 2013年                   |
| ------- | ----------------------------------------------------------- | --- | ------------------------ |
| 7月5日  | ミュージカル『忍たま乱太郎』第四弾 ～最恐計画を暴き出せ!!～ | 潮江文次郎 役：渡辺和貴、立花仙蔵 役：南羽翔平、中在家長次 役：鷲尾修斗、七松小平太 役：林明寛、食満留三郎 役：前内孝文、善法寺伊作 役：椎名鯛造         | 『オリジナル楽曲集の段』 |
| 2014年  |                                                             | |                          |
| 6月27日 | ミュージカル『忍たま乱太郎』第五弾 〜新たなる敵!〜          | 潮江文次郎 役：渡辺和貴、立花仙蔵 役：荒牧慶彦、中在家長次 役：鷲尾修斗、七松小平太 役：早乙女じょうじ、食満留三郎 役：小野一貴、善法寺伊作 役：安達勇人 | 『オリジナル楽曲集の段』 |
| 2015年  |                                                             | |                          |
| 1月22日 | ミュージカル『忍たま乱太郎』第五弾 〜新たなる敵!〜 再演     | 潮江文次郎 役：渡辺和貴、立花仙蔵 役：荒牧慶彦、中在家長次 役：鷲尾修斗、七松小平太 役：早乙女じょうじ、食満留三郎 役：小野一貴、善法寺伊作 役：安達勇人 | 『オリジナル楽曲集の段』 |

### 「ツキステ。」シリーズ関連
| 発売日   | 商品名 | キャスト | 歌                                                          |
| 2016年   | 2016年 | 2016年 | 2016年                                                      |
| -------- | --- | --- | ----------------------------------------------------------- |
| 11月25日 | 2.5次元ダンスライブ『ツキウタ。』ステージ 第二幕 『月歌奇譚 夢見草』メインテーマ                              | Six Gravity: 睦月始 役：校條拳太朗、弥生春 役：仲田博喜、卯月新 役：山崎大輝、皐月葵 役：上仁樹、師走駆 役：輝山立、如月恋 役：横尾瑠尉 Procellarum: 霜月隼 役：友常勇気、文月海 役：土井一海、葉月陽 役：鷲尾修斗、長月夜 役：谷佳樹、水無月涙 役：佐藤友咲、神無月郁 役：笹翼 | 『夢見草』                                                  |
| 11月25日 | 2.5次元ダンスライブ『ツキウタ。』ステージ 第二幕 『月歌奇譚 夢見草』劇中歌･年中組                             | Six Gravity: 卯月新 役：山崎大輝、皐月葵 役：上仁樹 Procellarum: 葉月陽 役：鷲尾修斗、長月夜 役：谷佳樹 | 『夢幻花火』                                                |
| 2017年   | | |                                                             |
| 4月21日  | 2.5次元ダンスライブ『ツキウタ。』ステージ TRI!『SCHOOL REVOLUTION!』メインテーマ                              | Six Gravity: 睦月始 役：校條拳太朗、弥生春 役：仲田博喜、卯月新 役：山崎大輝、皐月葵 役：上仁樹、師走駆 役：輝山立、如月恋 役：横尾瑠尉 Procellarum: 霜月隼 役：友常勇気、文月海 役：土井一海、葉月陽 役：鷲尾修斗、長月夜 役：谷佳樹、水無月涙 役：佐藤友咲、神無月郁 役：笹翼 | 『SCHOOL REVOLUTION! -時計仕掛けのモラトリアム- Ver.WHITE』 |
| 11月17日 | 2.5次元ダンスライブ『ツキウタ。』ステージ 第4幕 『Lunatic Party』メインテーマ                                 | Six Gravity: 睦月始 役：校條拳太朗、弥生春 役：仲田博喜、卯月新 役：竹中凌平、皐月葵 役：上仁樹、師走駆 役：輝山立、如月恋 役：横尾瑠尉 Procellarum: 霜月隼 役：友常勇気、文月海 役：土井一海、葉月陽 役：鷲尾修斗、長月夜 役：谷佳樹、水無月涙 役：佐藤友咲、神無月郁 役：笹翼 | 『Lunatic Party』                                           |
| 11月17日 | 2.5次元ダンスライブ『ツキウタ。』ステージ 第4幕 『Lunatic Party』劇中歌･年中組                                | Six Gravity: 卯月新 役：竹中凌平、皐月葵 役：上仁樹 Procellarum: 葉月陽 役：鷲尾修斗、長月夜 役：谷佳樹 | 『DEAD DANCE』                                              |
| 2018年   | | |                                                             |
| 1月26日  | 2.5次元ダンスライブ『ツキウタ。』ステージ 第5幕『Rabbits Kingdom』メインテーマ                                | Six Gravity: 睦月始 役：校條拳太朗、弥生春 役：仲田博喜、卯月新 役：竹中凌平、皐月葵 役：上仁樹、師走駆 役：輝山立、如月恋 役：横尾瑠尉 Procellarum: 霜月隼 役：友常勇気、文月海 役：土井一海、葉月陽 役：鷲尾修斗、長月夜 役：谷佳樹、水無月涙 役：佐藤友咲、神無月郁 役：笹翼 | 『Rabbits Kingdom』                                         |
| 12月7日  | 2.5次元ダンスライブ『ツキウタ。』ステージ 第6幕『紅縁』メインテーマ                                           | Six Gravity: 睦月始 役：校條拳太朗、弥生春 役：松田岳、卯月新 役：竹中凌平、皐月葵 役：上仁樹、師走駆 役：輝山立、如月恋 役：横尾瑠尉 Procellarum: 霜月隼 役：TAKA、文月海 役：土井一海、葉月陽 役：鷲尾修斗、長月夜 役：秋葉友佑、水無月涙 役：佐藤友咲、神無月郁 役：三山凌輝 | 『紅縁』                                                    |
| 12月7日  | 2.5次元ダンスライブ『ツキウタ。』ステージ 第6幕『紅縁』劇中歌･年中組                                          | Six Gravity: 卯月新 役：竹中凌平、皐月葵 役：上仁樹 Procellarum: 葉月陽 役：鷲尾修斗、長月夜 役：秋葉友佑 | 『朧ノ声』                                                  |
| 2019年   | | |                                                             |
| 1月18日  | 2.5次元ダンスライブ『ツキウタ。』ステージ 第7幕『CYBER-DIVE-CONNECTION』メインテーマ                          | Six Gravity: 睦月始 役：校條拳太朗、弥生春 役：松田岳、卯月新 役：竹中凌平、皐月葵 役：上仁樹、師走駆 役：輝山立、如月恋 役：横尾瑠尉 Procellarum: 霜月隼 役：TAKA、文月海 役：土井一海、葉月陽 役：鷲尾修斗、長月夜 役：秋葉友佑、水無月涙 役：佐藤友咲、神無月郁 役：三山凌輝 | 『CYBER-DIVE-CONNECTION』                                   |
| 4月19日  | 2.5次元ダンスライブ『ツキウタ。』ステージ 第8幕 『TSUKINO EMPIRE -Unleash your mind.-』メインテーマ           | Six Gravity: 睦月始 役：校條拳太朗、弥生春 役：松田岳、卯月新 役：竹中凌平、皐月葵 役：上仁樹、師走駆 役：輝山立、如月恋 役：横尾瑠尉 Procellarum: 霜月隼 役：TAKA、文月海 役：土井一海、葉月陽 役：鷲尾修斗、長月夜 役：秋葉友佑、水無月涙 役：佐藤友咲、神無月郁 役：三山凌輝 | 『TSUKINO EMPIRE -Unleash your mind.-』                     |
| 2021年   | | |                                                             |
| 11月26日 | 2.5次元ダンスライブ『ツキウタ。』ステージ 第11幕『月花神楽～黒と白の物語～』主題歌                            | Six Gravity: 睦月始 役：縣豪紀、弥生春 役：太田裕二、卯月新 役：中島礼貴、皐月葵 役：上仁樹、師走駆 役：澤邊寧央、如月恋 役：鈴木遥太 Procellarum: 霜月隼 役：TAKA、文月海 役：平井雄基、葉月陽 役：鷲尾修斗、長月夜 役：秋葉友佑、水無月涙 役：佐藤友咲、神無月郁 役：佐藤智広 | 『月花神楽』                                                |
| 11月26日 | 2.5次元ダンスライブ『ツキウタ。』ステージ 第11幕『月花神楽～黒と白の物語～』挿入歌                            | Procellarum: 霜月隼 役：TAKA、文月海 役：平井雄基、葉月陽 役：鷲尾修斗、長月夜 役：秋葉友佑、水無月涙 役：佐藤友咲、神無月郁 役：佐藤智広 | 『月白に祈りて』                                            |
| 2022年   | | |                                                             |
| 3月25日  | 2.5次元ダンスライブ『ツキウタ。』ステージ 第12幕『裏斬心 -Children are sometimes ruthless and cruel.-』主題歌 | Six Gravity: 睦月始 役：縣豪紀、弥生春 役：太田裕二、卯月新 役：中島礼貴、皐月葵 役：上仁樹、師走駆 役：澤邊寧央、如月恋 役：鈴木遥太 Procellarum: 霜月隼 役：TAKA、文月海 役：平井雄基、葉月陽 役：鷲尾修斗、長月夜 役：秋葉友佑、水無月涙 役：佐藤友咲、神無月郁 役：佐藤智広 | 『斬心-無形ノ八重-』                                        |
| 2023年   | | |                                                             |
| 1月27日  | 2.5次元ダンスライブ『ツキウタ。』ステージ 第13幕『月野百鬼夜行綺譚 依依恋恋』主題歌                           | Six Gravity: 睦月始 役：縣豪紀、弥生春 役：太田裕二、卯月新 役：中島礼貴、皐月葵 役：上仁樹、師走駆 役：澤邊寧央、如月恋 役：鈴木遥太 Procellarum: 霜月隼 役：TAKA、文月海 役：平井雄基、葉月陽 役：鷲尾修斗、長月夜 役：秋葉友佑、水無月涙 役：佐藤友咲、神無月郁 役：佐藤智広 | 『依依恋恋』                                                |
| 12月29日 | 2.5次元ダンスライブ『ツキウタ。』ステージ 第14幕『Rabbits Kingdom -Resurrection-』主題歌                      | Six Gravity: 睦月始 役：縣豪紀、弥生春 役：太田裕二、卯月新 役：中島礼貴、皐月葵 役：上仁樹、師走駆 役：澤邊寧央、如月恋 役：鈴木遥太 Procellarum: 霜月隼 役：TAKA、文月海 役：平井雄基、葉月陽 役：鷲尾修斗、長月夜 役：秋葉友佑、水無月涙 役：佐藤友咲、神無月郁 役：佐藤智広 | 『Rabbits Kingdom -Resurrection-』                          |

### 音楽劇「黒と白」シリーズ関連
| 発売日  | 商品名                                      | キャスト | 歌                 |
| 2021年  | 2021年                                      | 2021年 | 2021年             |
| ------- | ------------------------------------------- | --- | ------------------ |
| 8月27日 | 音楽劇「黒と白-purgatorium- amoroso」劇中歌 | 強欲・マモン 役：五十嵐拓人、暴食・ベルゼブブ 役：石川竜太郎、破滅・アバドン 役：吉田知央、矜持・カマエル 役：鷲尾修斗、叡智・イオフィエル 役：鈴木翔音 | 『Proof of guilt』 |

### ドラマCD
- 噺家噺（2021年4月5日）